# Difenylfosfit
Difenylfosfit je fosfitový ester se vzorcem (C6H5O)2P(O)H. Lze jej připravit reakcí chloridu fosforitého s fenolem; podobně je možné získat další podobné sloučeniny. Reaguje s aldehydy a aminy za vzniku aminofosfonátů v Kabačnikově–Fieldsově reakci.